# 小行星1552
小行星1552（1552 Bessel）是一颗绕太阳运转的小行星，为主小行星带小行星。该小行星于1938年2月24日发现。
該小行星以德國天文學家弗里德里希·威廉·貝塞爾命名。

## 轨道参数
小行星1552的轨道半长轴为3.0143148 UA，离心率为0.097。